# Rubus xiphophorus
Rubus xiphophorus är en rosväxtart som beskrevs av Heinrich E. Weber. Rubus xiphophorus ingår i släktet rubusar, och familjen rosväxter. Inga underarter finns listade i Catalogue of Life.